# IC 2058
IC 2058 est une galaxie spirale vue par la tranche et située dans la constellation de la Dorade. Sa vitesse par rapport au fond diffus cosmologique est de 1 368 ± 1 km/s, ce qui correspond à une distance de Hubble de 20,2 ± 1,4 Mpc (∼65,9 millions d'al). Elle a été découverte par l'astronome américain DeLisle Stewart en 1899.
La classe de luminosité d'IC 2058 est IV et elle présente une large raie HI. Elle renferme également des régions d'hydrogène ionisé.
À ce jour, plus d'une vingtaine de mesures non basées sur le décalage vers le rouge (redshift) donnent une distance de 20,832 ± 3,513 Mpc (∼67,9 millions d'al), ce qui est à l'intérieur des valeurs de la distance de Hubble.

## Groupe de NGC 1566 et groupe de la Dorade
Selon une étude publiée en 2005 par Kilborn et al.,IC 2058 fait partie du groupe de NGC 1566. Ce groupe comprend au moins 23 autres galaxies dont IC 2049, NGC 1536, NGC 1543, NGC 1533, IC 2038, NGC 1546, IC 2032, NGC 1566, NGC 1596, NGC 1602, NGC 1515, NGC 1522, IC 2085, NGC 1549, NGC 1553, NGC 1574, NGC 1581, NGC 1617. Le groupe de NGC 1566 fait partie d'un groupe plus vaste, le groupe de la Dorade.
A.M Garcia place aussi cette galaxie dans un groupe plus restreint de 7 galaxies auquel il donne aussi le nom de groupe de NGC 1566. Toutes les galaxies du groupe de NGC 1566 de Garcia font aussi partie du groupe plus vaste de Kilborn et al. Voir l'article détaille du groupe de la Dorade pour plus de détails.